# レベッカ・テイラー

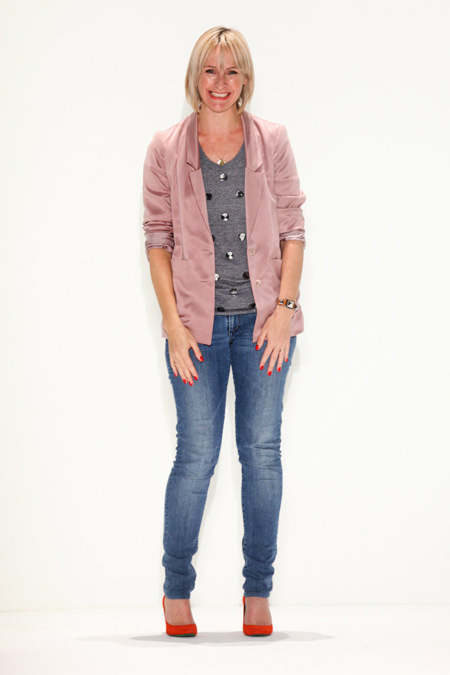
レベッカ・テイラー

レベッカ・テイラー (Rebecca Taylor、1969年-) は、ニュージーランド出身のファッションデザイナー、また彼女のファッションブランドの名前である。子猫をモチーフとしたブランドロゴとセクシーかつロマンティックでフェミニンなデザインが特徴。

## 経歴
ウェリントン・スクール・オブ・デザイン（The Wellington School of Design）を卒業後、1989年のピーター・ジャクソン監督の映画『ミート・ザ・フィーブルズ/怒りのヒポポタマス』の衣装デザインを担当する。その後アメリカ合衆国に渡り、シンシア･ローリーで6年間アシスタントデザイナーとしてドレス部門で働く。1999年にニューヨークコレクションデビュー。
2000年にはCFDAの新人賞にあたるペリー・エリス賞にノミネートされ、NYのニーマン・マーカス、バーニーズ・ニューヨークなどの百貨店で販売されている。ジェニファー・ロペス、キャメロン・ディアス、サラ・ジェシカ・パーカーらが着用したことでも注目された。とりわけパーカーはレベッカ・テイラーの大ファンであり、テレビシリーズ『セックス・アンド・ザ・シティ』でも度々着用した。
日本では2000年からレナウンによって百貨店で展開を開始。CanCamなどの雑誌に取り上げられ人気を得た。
2010年春夏コレクションからは伊藤忠ファッションシステムとマスターライセンス契約を締結。「レベッカ・テイラー」ブランドの日本市場における包括展開を行う。レナウンとの契約は2010年1月末で終了し、レナウンインクスがライセンス生産するレッグウェアは継続、アパレルは同ブランドのバッグ・革小物を展開しているクイーポが行うこととなった。